# Рухна Вас
Рухна Вас (словен. Ruhna vas) — поселення в общині Шкоцян, регіон Південно-Східна Словенія, Словенія.